# Hendrik Nyberg
Hendrik Nyberg, född 4 augusti 1927 i Borgå, död 19 september 2019, var en finländsk-svensk målare och grafiker.
Han var son till bankdirektören Wolmar Nyberg och Elsa Smolander och från 1953 gift med Birgit Elida Ståhl samt far till tecknaren Robert Nyberg och författaren Mikael Nyberg. Nyberg studerade vid Fria målarskolan i Helsingfors 1948–1950 och vid Kungliga konsthögskolan i Stockholm 1953–1958. Han genomförde ett stort antal studieresor 1950–1952 till bland annat Nederländerna, Belgien, Frankrike, Spanien och Nordafrika. Han medverkade i bland annat De ungas utställning som visades i Helsingfors 1949 och Ung Jämtländsk konst i Östersund 1957. Tillsammans med sin fru ställde han ut i Hammerdal och han medverkade i ett flertal samlingsutställningar och ett tjugotal separatutställningar. För Svenska Amerikalinjen utförde han en större landskapsmålning till fartyget M/S Gripsholm. Hans konst består av stilleben, porträtt och landskapsskildringar utförda i olja, tempera, akvarell eller som etsningar och träsnitt. Nyberg finns representerad på bland annat Moderna Museet.